# زاك فرازر
زاك فرازر (بالإنجليزية: Zach Frazer)‏ هو لاعب كرة قدم أمريكية أمريكي، ولد في 23 فبراير 1988 في Mechanicsburg, Pennsylvania ‏ في الولايات المتحدة.